# Propair
Propair Inc., діюча як Propair — канадська авіакомпанія зі штаб-квартирою у місті Руїн-Норанда (провінція Квебек), виконує чартерні пасажирські перевезення і працює в області забезпечення діяльності мобільних бригад швидкої медичної допомоги (санітарна авіація).
Портом приписки авіакомпанії є Аеропорт Руїн-Норанда, її вторинним транзитним вузлом (хабом) — Міжнародний аеропорт імені П'єра Еліота Трюдо.

## Історія
Авіакомпанія була заснована Джин і Луїсом Проновостами в 1981 році на базі двох придбаних ними місцевих перевізників La Sarre Air Service і Air Fecteau. Спочатку Propair виконувала рейси в важкодоступні населені пункти провінції, що не мають власних аеродромів. Через деякий час авіакомпанія вийшла придбала турбогвинтові пасажирські літаки малого класу і вийшла на ринок чартерних перевезень Квебеку.

## Діяльність
В даний час Propar здійснює чартерні пасажирські та вантажні перевезення по населених пунктах більшій частині провінції Квебек, Онтаріо та інші аеродроми північно-східній частині Канади. Компанія працює за контрактом в області забезпечення перевезень бригад швидкої медичної допомоги, а також пропонує послуги по перевезенні палива і різних вантажів з її базового аеропорту у Руїн-Норанда.

## Флот
За станом на червень місяць 2010 року повітряний флот авіакомпанії Propair становили такі літаки:

## Авіаподії і нещасні випадки
- 8 червня 1998 року, рейс 420 Міжнародний аеропорт Монреаль-Дорваль-Аеропорт Пітерборо (Онтаріо). Літак Fairchild Swearingen Metroliner II. Під час набору висоти виникла пожежа в одному з двигунів літака. Пілоти спробували здійснити аварійну посадку в Міжнародному аеропорту Монреаля Мірабель, однак, лайнер розбився, не долетівши до злітно-посадкової смуги аеропорту. Загинули два пілоти і дев'ять пасажирів, що знаходилися на борту[4].

- 18 жовтня 2006 року, рейс 101 Міжнародний аеропорт імені П'єра Еліота Трюдо-Аеропорт Монреаль/Сент-Хуберт, літак Beechcraft King Air 100. Через кілька хвилин після зльоту з аеропорту відправлення виникли неполадки в системі електроживлення лайнера. Пілот зумів вийти з хмарної зони, продовжив політ за правилами візуальних польотів та благополучно посадив літак в аеропорту призначення[5].